# Чхонан (корвет)
«Чхонан» (PCC-772) (кор. 천안함) — корвет южнокорейских ВМС типа «Похан». Вступил в строй в январе 1989 года. Затонул 27 марта 2010 года в районе острова Пэннёндо.

## История
«Чхонан» был спущен в 1989 году. Основная миссия корвета включала береговое патрулирование с упором на противолодочные операции.

## Гибель

Остров Пэннёндо в Жёлтом море.

Операция по подъёму обломков корвета «Чхонан»

Корвет затонул 27 марта 2010 года недалеко от острова Пэннёндо в Жёлтом море в результате взрыва, произошедшего в кормовой части. Корабль распался на две части и затонул на глубине 15—20 м так, что часть корабля оставалась видна на поверхности. Сначала предполагалась торпедная атака с неопознанного корабля, который затем ушёл в сторону Северной Кореи. Однако позже было заявлено, что, вероятно, радары приняли за вражеский корабль стаю птиц.
Команда корабля на момент взрыва состояла из 104 человек, из которых были спасены 58. В спасательной операции участвовало 6 кораблей ВМС Республики Корея и 2 корабля береговой охраны, а также авиация ВВС Южной Кореи.
Гибель корабля произошла во время проходивших крупномасштабных учений США и Южной Кореи под названием «Токсури — Фоул игл».

## Расследование и официальная версия
Правоконсервативные СМИ Южной Кореи ещё до завершения расследования поспешили обвинить в инциденте КНДР.
20 мая международный следственный комитет представил доклад, согласно которому «Чхонан» затонул в результате торпедирования подводной лодкой ВМС КНДР. Части торпеды, обнаруженные на месте затопления южнокорейского корабля, соответствуют фрагментам торпеды производства КНДР, которые Южной Корее удалось заполучить семь лет назад. «Не существует правдоподобных оправданий (действиям КНДР)», — отмечается в докладе. Представители Северной Кореи категорически отвергли версию о причастности КНДР к гибели корвета, назвав действия Южной Кореи провокацией.

## Альтернативные версии
В Южной Корее были озвучены и альтернативные версии произошедшего. 22 апреля министр обороны страны Ким Тхэ Ён высказал предположение, что причиной взрыва, погубившего «Чхонан», стала одна из мин, которые ставили южнокорейские военные в семидесятые годы для защиты острова Пэннёндо от вторжения северокорейского флота. 7 мая 2010 года международная комиссия (3 представителя Австралии, 8 США, по 4 из Швеции и Великобритании) заявила, что корвет был «уничтожен торпедой, изготовленной в Германии». Однако очень скоро сторонников альтернативных версий гибели корвета заставили замолчать, пригрозив преследованием согласно «Закону о национальной безопасности».

## Итоги
40 погибших членов экипажа и 6 пропавших без вести награждены посмертно орденской лентой «Хваран» ордена за военные заслуги.
Инцидент с корветом был использован руководством Южной Кореи как повод для разрыва переговорного процесса с Севером.